# Journal of the Washington Academy of Sciences
Journal of the Washington Academy of Sciences (abrevido J. Wash. Acad. Sci.) es una revista ilustrada con descripciones botánicas editada por la Academia Nacional de Ciencias de Estados Unidos.